# おむつカバー

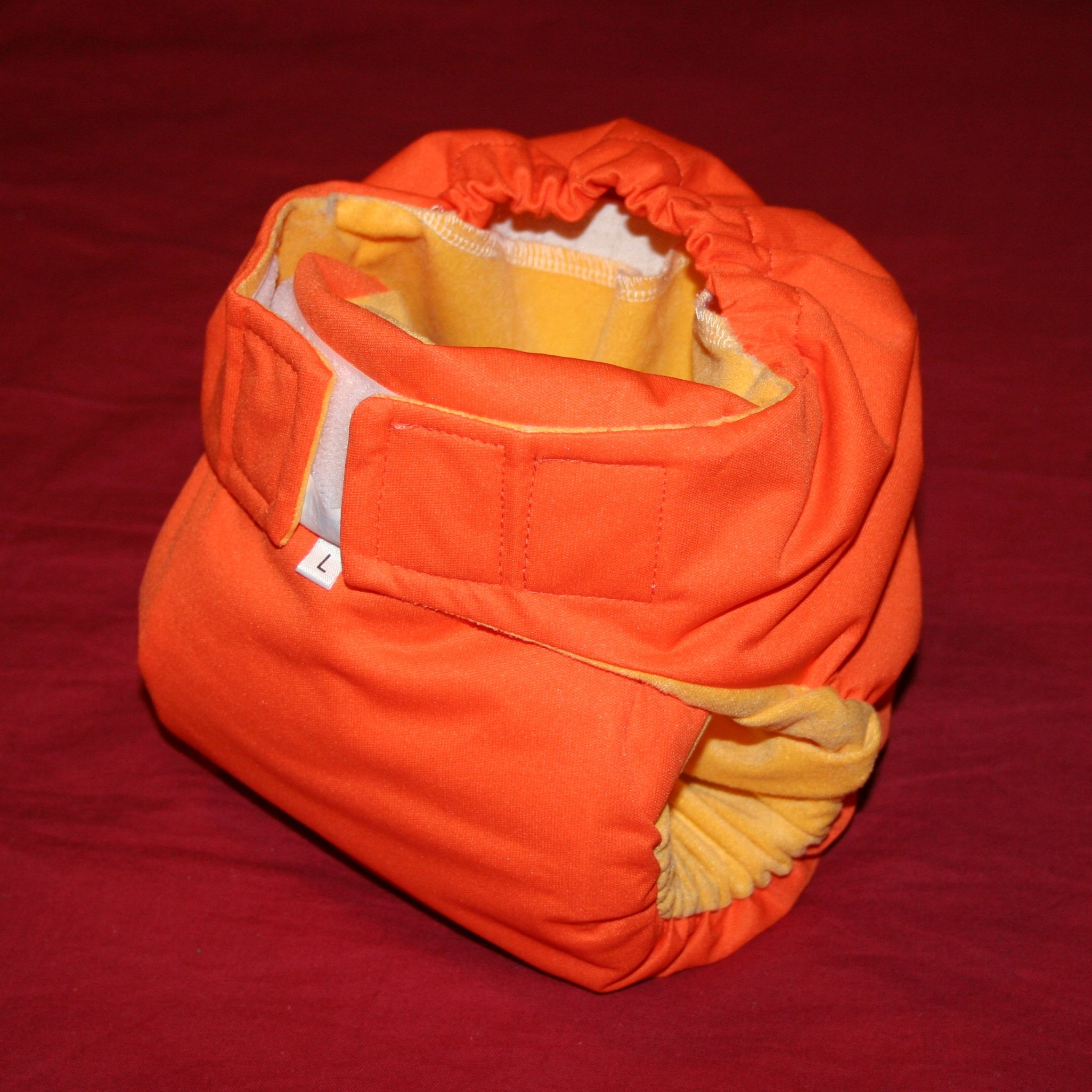
おむつカバー

おむつカバーは布おむつを固定させ、大小便の漏れを防ぐために使う股間部の面積が広い設計のブルマー型のパンツの一種。多くの場合、前上部から前股部に掛けてマジックテープあるいはスナップボタンによる前開き式のデザインになっている。乳児のおむつトレーニング期用に前開きがなく、はき込みの深いショーツ型カバーもある。ベビー用は価格の面や使用期間の短さが考慮される為、国産品はシンプルな無地がほぼ主流を占めるが、総柄やワンポイント柄も多い。老人介護・医療用などの成人用は無地・単色が多い。
裏生地と股部分のギャザーにはラミネート系のナイロンやポリエステル、軟質ビニールなどの防水加工がされ、大小便の漏れを効果的に防ぐようになっている。洗濯し、何度も繰り返して衛生的に使用する事が可能。表生地はナイロンやポリエステルのものが大部分を占めるが、オックスやニットなどの綿のものや、ウール製のものもある。